# Avión comercial

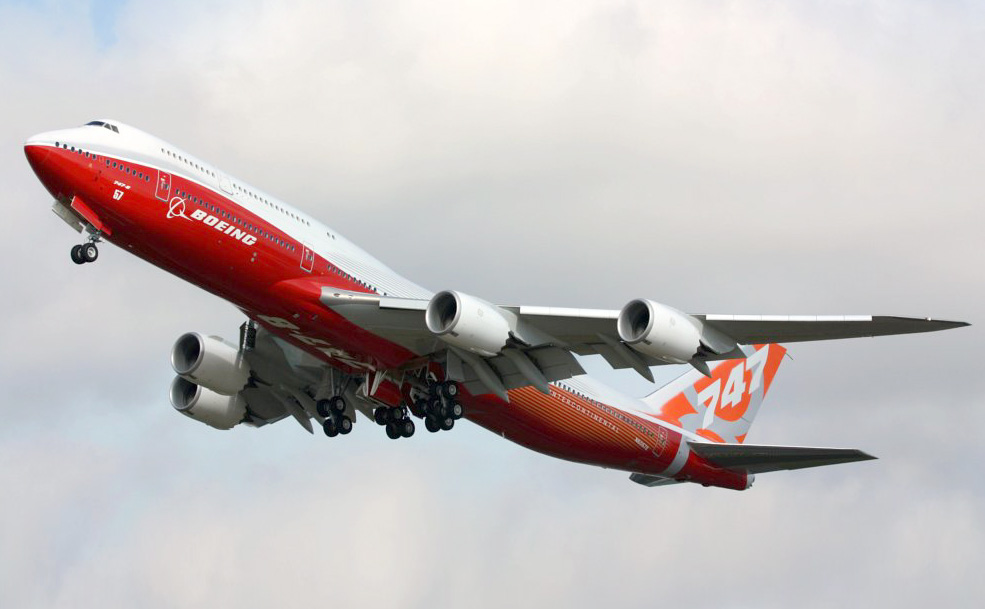
Avión comercial Boeing 747-8

Un avión es una aeronave que trasporta pasajeros o productos de carga. Un avión comercial o avión de línea es un avión, generalmente grande, usado para transportar pasajeros y su equipaje. Estos aviones están operados por aerolíneas. Aunque la definición puede cambiar de país a país, un avión de línea se define típicamente como un avión para transportar múltiples pasajeros o carga en servicio comercial. 
Los aviones comerciales con mayor capacidad son los aviones de fuselaje ancho o gran avión. Estos aviones generalmente contienen un doble pasillo que recorre todo el aparato desde el morro hasta la cola. El uso de este tipo de aeronaves está normalmente reservado a vuelos de larga distancia entre centros de conexión.
Los aparatos más comunes son los de fuselaje estrecho o aviones de único pasillo. El uso más común de estos aviones es en vuelos de corta-media distancia.

## Las industrias productoras

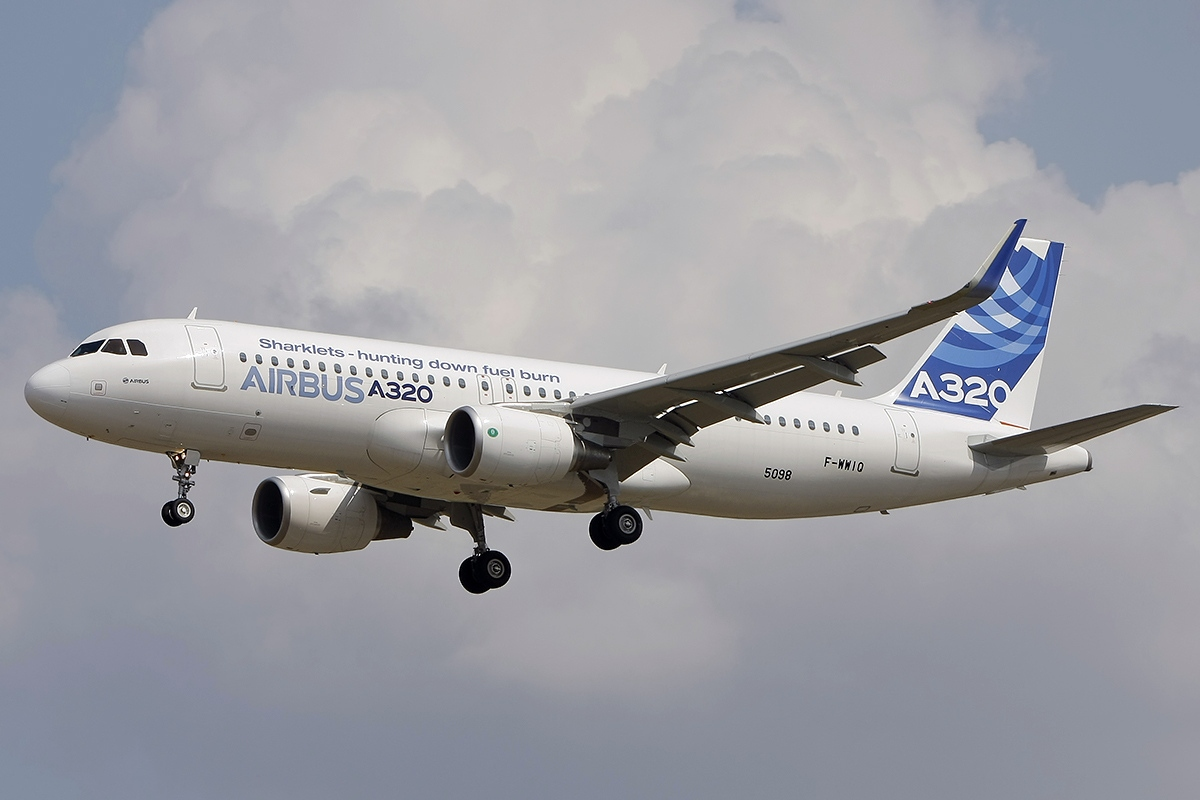
Avión comercial Airbus A320.

En la historia de la aviación solo unas pocas industrias han dominado en el mercado: la estadounidense Boeing, McDonnell Douglas (hoy adquirida por Boeing) y la Lockheed Corporation, hoy parte de Lockheed-Martin, que ya no se dedica a la aviación civil; las rusas Túpolev, Iliushin y Sukhoi, la ruso-ucraniana Antonov, la multinacional europea Airbus y la brasileña Embraer. Otras industrias conocidas son de Havilland Canada (ahora parte de Bombardier), la francesa ATR (hoy parte de Airbus) y Fokker (declarada en quiebra en el 1996), todas especializadas en la construcción de aeronaves Turbofan.

## Tipos

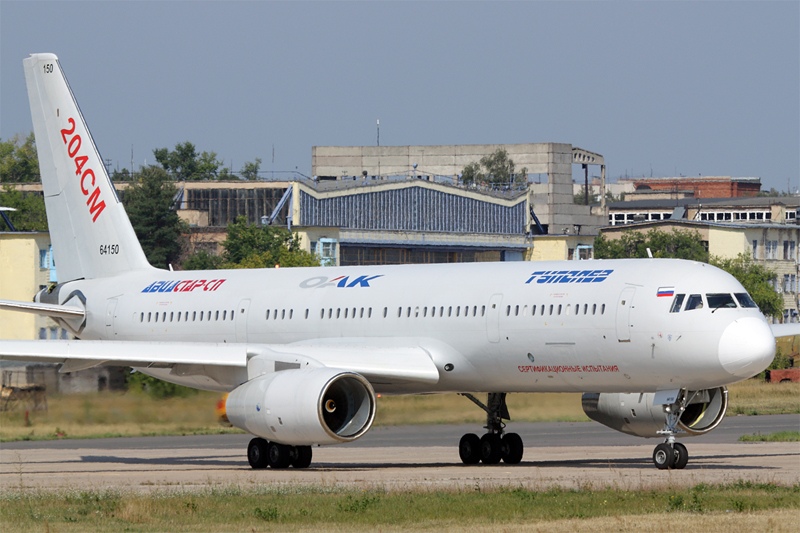
Túpolev Tu-204.

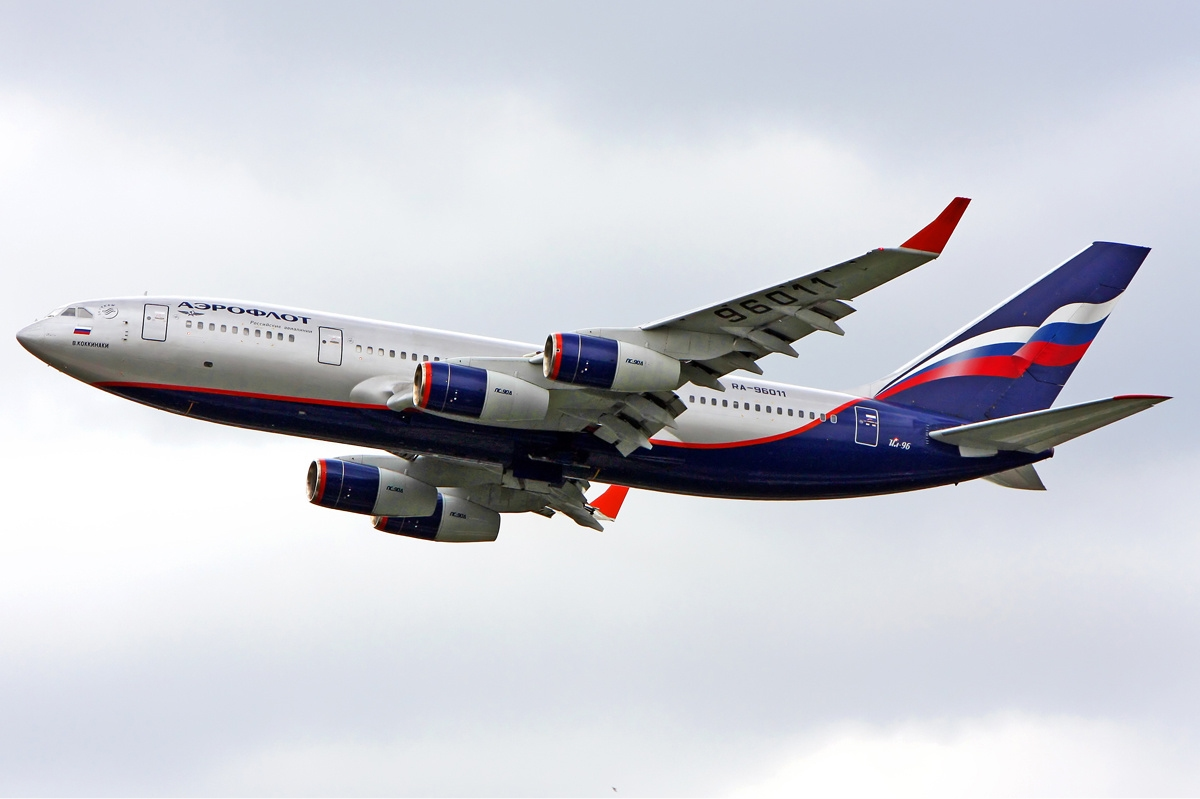
Ilyushin Il-96 de Aeroflot.

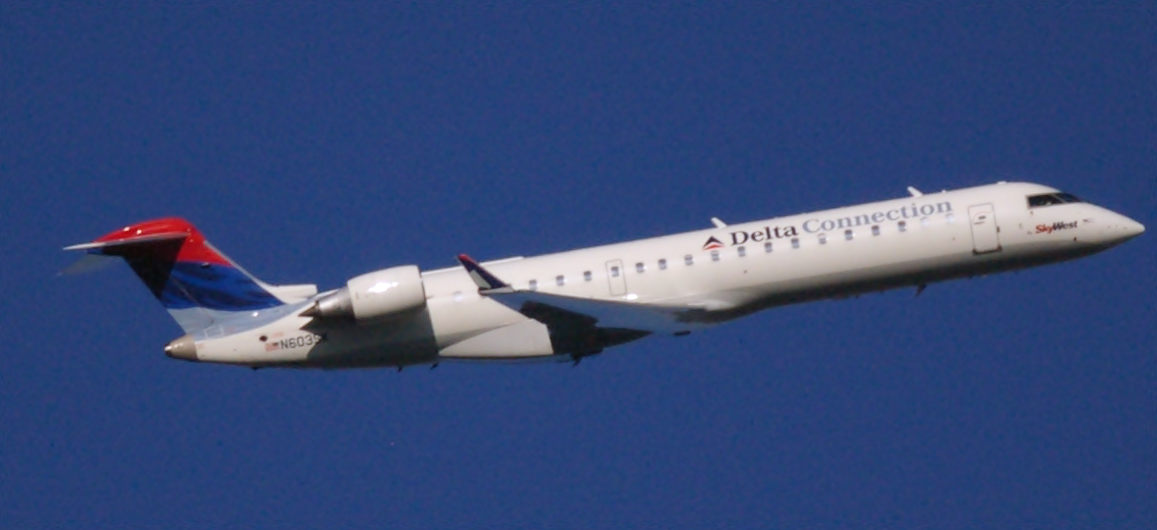
Un Bombardier CRJ200 de Delta Airlines.

Los aviones comerciales nacen en los primeros años después de la Segunda Guerra Mundial, cuando toda la experiencia técnica en la carrera de armamentos se puede aplicar a la construcción de aeronaves dedicadas al transporte de personas. El primer aéreo en absoluto en desarrollar un servicio a pasajeros fue un A.E.G. J.II que el 5 de febrero aseguraba un vuelo diario entre Berlín y Weimar. Desde entonces, la aviación comercial se desarrolla e impulsa la construcción de aeronaves comerciales cada vez más veloces.

### Aviones de fuselaje estrecho

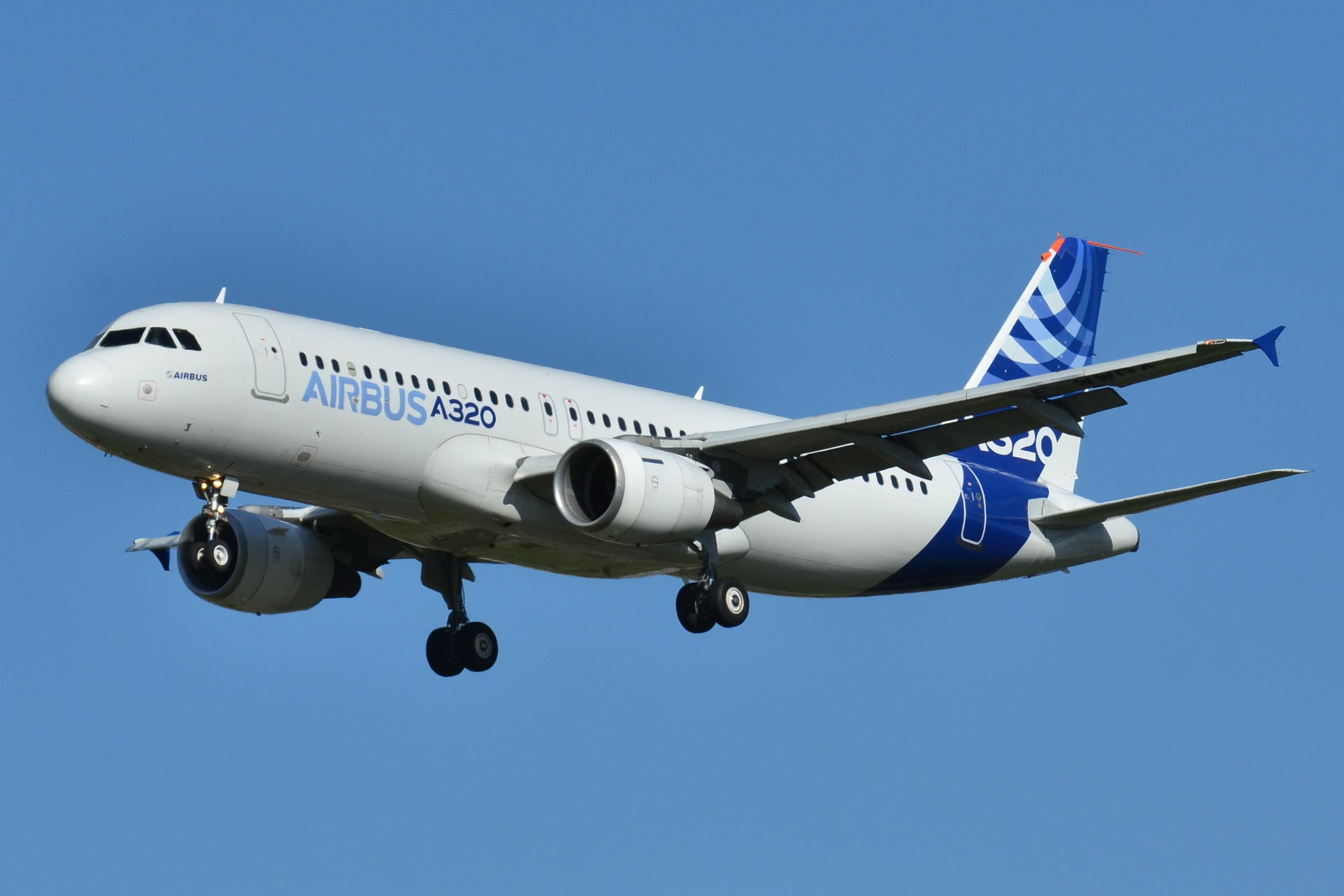
La familia Airbus A320 es la de aviones de fuselaje estrecho.

Los aviones de pasajeros más comunes son los aviones de fuselaje estrecho, o de pasillo único.
Los primeros aviones a reacción eran de fuselaje estrecho: el de Havilland Comet inicial, el Boeing 707 y su competidor el Douglas DC-8.
Les siguieron modelos más pequeños: el Douglas DC-9 y sus derivados MD-80/MD-90/Boeing 717; el Boeing 727, el 737 y el 757 que utilizaban la sección transversal de la cabina del 707; o el Tupolev Tu-154, el Ilyushin IL-18 y el Ilyushin IL-62.
Entre los aviones de fuselaje estrecho que se fabrican actualmente se encuentran el Airbus A220 y la familia A320, el Boeing 737 y la familia Embraer E-Jet, generalmente utilizados para vuelos de media distancia con 100 a 240 pasajeros. 
A ellos podrían unirse el Comac C919 y el Irkut MC-21, en fase de desarrollo.

### Aviones de fuselaje ancho

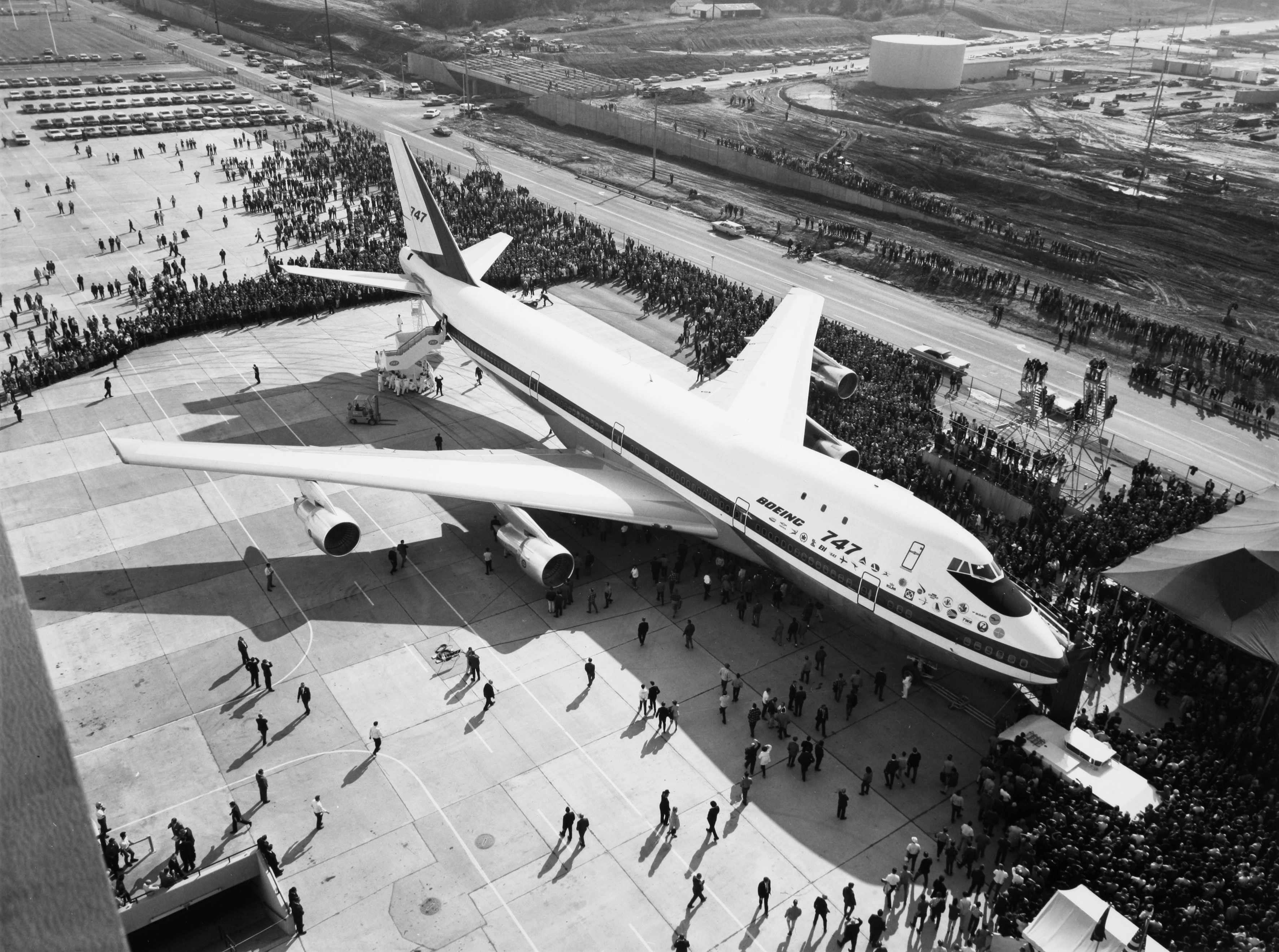
El primer avión de fuselaje ancho, el Boeing 747, salió al mercado en septiembre de 1968.

Los aviones de fuselaje ancho más grandes, o de doble pasillo ya que tienen dos pasillos separados en la cabina, se utilizan para vuelos de larga distancia.
El primero fue el Boeing 747 quadjet, seguido de los trijets: el Lockheed L-1011 y el Douglas DC-10, y luego su tramo McDonnell Douglas MD-11-.
Luego se introdujeron otros cuadrijets: el Ilyushin Il-86 y el Il-96, el Airbus A340 y el A380 de dos pisos.
También se han puesto en servicio bimotores: Airbus A300/A310, A330 y A350; 767, 777 y 787.

### Aviones regionales

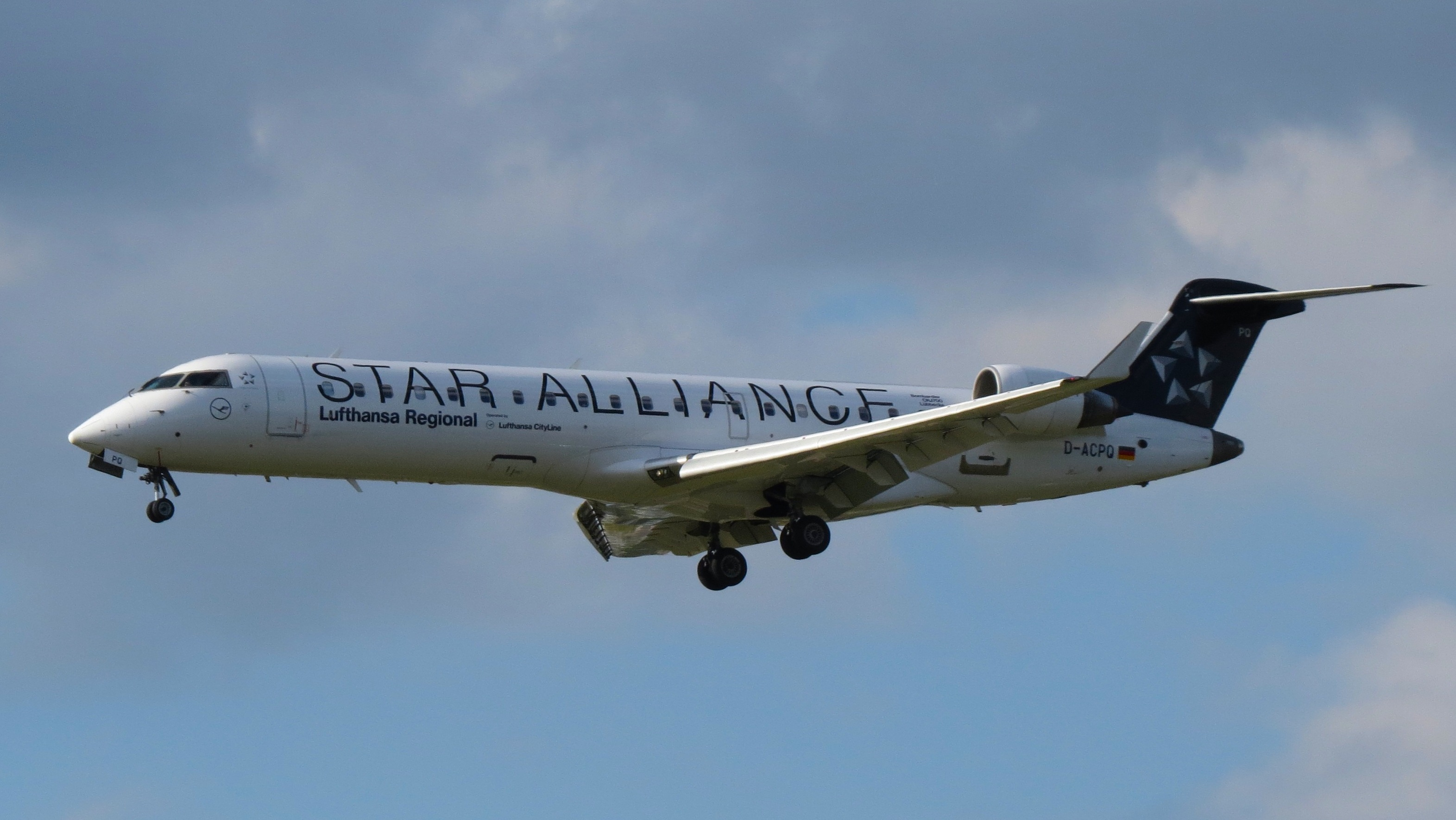
Se han entregado más de 1.800 aviones Bombardier CRJ.

Los aviones de vuelos regionales tienen capacidad para menos de 100 pasajeros.
Estos aviones más pequeños se utilizan a menudo para alimentar el tráfico de las grandes centros de las aerolíneas a aviones más grandes operados por las principales aerolíneas de línea, legacy carriers, o aerolíneas de bandera; a menudo comparten la misma librea.
Los aviones utilizados en vuelos regionales incluyen las series Bombardier CRJ100/200 y Bombardier CRJ700, o la familia Embraer ERJ.
Los turbohélices regionales que se fabrican actualmente son la serie Dash-8 y los ATR 42/72.

### Aviones de cercanías

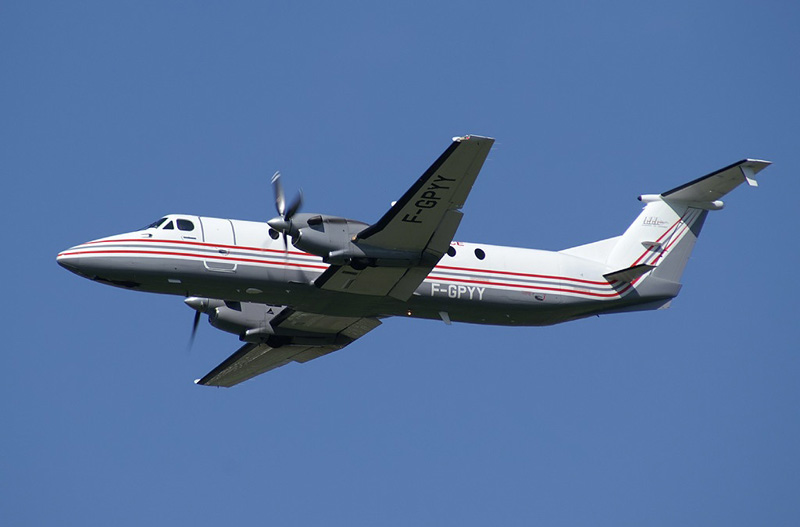
Beechcraft 1900, avión de cercanías de corto alcance.

Los aviones ligeros pueden utilizarse como pequeños aviones de pasajeros o como aerotaxis.
Entre los bimotores turbohélices de hasta 19 pasajeros se encuentran el Beechcraft 1900, el Fairchild Metro, el Jetstream 31, el DHC-6 Twin Otter y el Embraer EMB 110 Bandeirante.
Los aviones de pasajeros más pequeños incluyen los turbohélices monomotores como el Cessna Caravan y el Pilatus PC-12; o los aviones bimotores de pistón fabricados por Cessna, Piper, Britten-Norman, y Beechcraft.
Suelen carecer de aseos, cabinas elevables, presurización, cocina, compartimentos superiores, asientos reclinables o un auxiliar de vuelo.

## Motores
Hasta el comienzo de la era del jet, los motores de pistón eran comunes en propliners como el Douglas DC-3. Casi todos los aviones modernos están propulsados por motores de turbina, ya sea turboventiladores o turbohélices. Los motores de turbina de gas funcionan de manera eficiente a altitudes mucho mayores, son más fiables que los motores de pistón, y producen menos vibraciones y ruido. Otra ventaja es el uso de un tipo común de combustible, a base de keroseno. Antes de la era del jet, era común utilizar motores iguales o muy similares tanto en aviones civiles como en aviones militares. En los últimos años ha habido divergencias, de modo que ahora es inusual que el mismo tipo de motor sea utilizado en aviones militares y aviones civiles. Por lo general, las aeronaves militares que comparten tecnología de motores con aviones comerciales son típicamente transportes o tipos de buques tanque.

## Configuraciones y características de la cabina

### Introducción
La disposición de los asientos, la distancia entre filas o pitch y el tipo de clases es una decisión de la aerolínea que opera el avión. En general, aerolíneas de bandera como Iberia mantendrán una distribución en 2 o 3 clases dependiendo de la ruta, mientras que aerolíneas de bajo coste como easyJet o Ryanair preferirán la economía de un avión con una sola clase.
Normalmente se dispone de tres tipos de asiento: primera clase business y clase económica, de alta densidad o turista; la diferencia se debe a la colocación de los puestos a bordo, al espacio disponible para las piernas y al tipo de servicio ofrecido a bordo. Para vuelos nacionales se utilizan solo dos clases: ejecutiva y económica; mientras para las rutas internacionales los vuelos ofrecen dos o tres clases.
La configuración de dos clases se usa por ejemplo en Airbus A330, Boeing 767 y Boeing 777; y de tres en Boeing 747, Airbus A380.
Durante el vuelo, especialmente internacionales, normalmente se sirve comida a bordo, se ofrece la posibilidad de ver una película o escuchar música; en los últimos años los modelos más modernos proporcionan conexión a Internet o seguir la ruta del avión. La configuración de a bordo y los servicios a bordo son sin embargo a discreción de la compañía aérea que opera el vuelo.

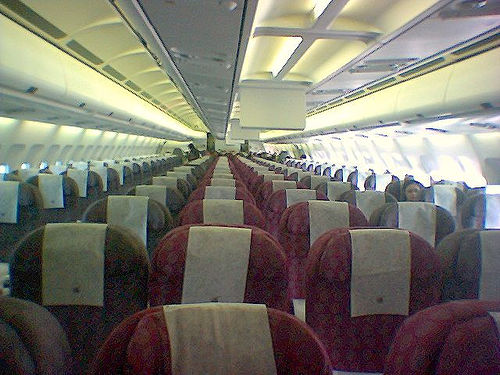
Interior de un Qatar Airways Airbus. Los sistemas de vídeo (los paneles blancos verticales) son visibles sobre los asientos centrales del avión.

Un avión de pasajeros suele tener varias clases de asientos: primera clase, clase business, y/o clase turista (que puede denominarse clase turista o turista, y a veces tiene una sección económica "premium" separada con más espacio para las piernas y comodidades). Los asientos de las clases más caras son más anchos, más cómodos y cuentan con más servicios, como asientos "reclinables" para dormir más cómodamente en vuelos largos. En general, cuanto más cara es la clase, mejor es el servicio de bebidas y comidas.
Los vuelos nacionales suelen tener una configuración de dos clases, normalmente primera o business y clase turista, aunque muchas aerolíneas ofrecen asientos de clase económica. Los vuelos internacionales suelen tener una configuración de dos o tres clases, dependiendo de la aerolínea, la ruta y el tipo de avión. Muchas aerolíneas ofrecen películas o audio/vídeo a la carta (esto es habitual en primera clase y business en muchos vuelos internacionales y puede estar disponible en economy). Las cabinas de cualquier clase disponen de lavatorio, luces de lectura y gaspersas.  Los aviones más grandes pueden tener un compartimento de descanso reservado para uso de la tripulación durante las pausas.

### Asientos
Los tipos de asientos que se proporcionan y cuánto espacio para las piernas se da a cada pasajero son decisiones tomadas por las compañías aéreas individuales, no los fabricantes de aeronaves. Los asientos están montados en "raíles" en el suelo de la cabina y el personal de mantenimiento puede moverlos de un lado a otro o retirarlos por completo. Naturalmente, la aerolínea intenta maximizar el número de asientos disponibles en cada avión para transportar el mayor número posible (y, por tanto, más rentable) de pasajeros.
Los pasajeros sentados en una fila de salida (la fila de asientos adyacente a una salida de emergencia) suelen tener bastante más espacio para las piernas que los sentados en el resto de la cabina, mientras que los asientos situados justo delante de la fila de salida pueden tener menos espacio para las piernas e incluso no reclinarse (por razones de seguridad en la evacuación). Sin embargo, los pasajeros sentados en una fila de salida pueden tener que ayudar a la tripulación de cabina durante una evacuación de emergencia del avión abriendo la salida de emergencia y ayudando a sus compañeros a salir. Como medida de precaución, muchas aerolíneas prohíben a los menores de 15 años sentarse en la fila de salida.
Los asientos están diseñados para soportar grandes fuerzas, de modo que no se rompan ni se suelten de sus raíles en el suelo durante turbulencias o accidentes. Los respaldos de los asientos suelen estar equipados con una bandeja abatible para comer, escribir o como lugar para colocar un ordenador portátil o un reproductor de música o vídeo. Los asientos sin otra fila de asientos delante tienen una bandeja que se pliega en el reposabrazos o que se engancha en unos soportes situados en la parte inferior de los reposabrazos. Sin embargo, los asientos de las cabinas prémium suelen tener bandejas en los reposabrazos o bandejas acoplables, independientemente de que haya otra fila de asientos delante. Actualmente, los respaldos de los asientos suelen incorporar pequeñas pantallas LCD en color para vídeos, televisión y videojuegos. Los mandos de esta pantalla, así como una toma para enchufar auriculares de audio, se encuentran normalmente en el reposabrazos de cada asiento.

### Compartimentos superiores

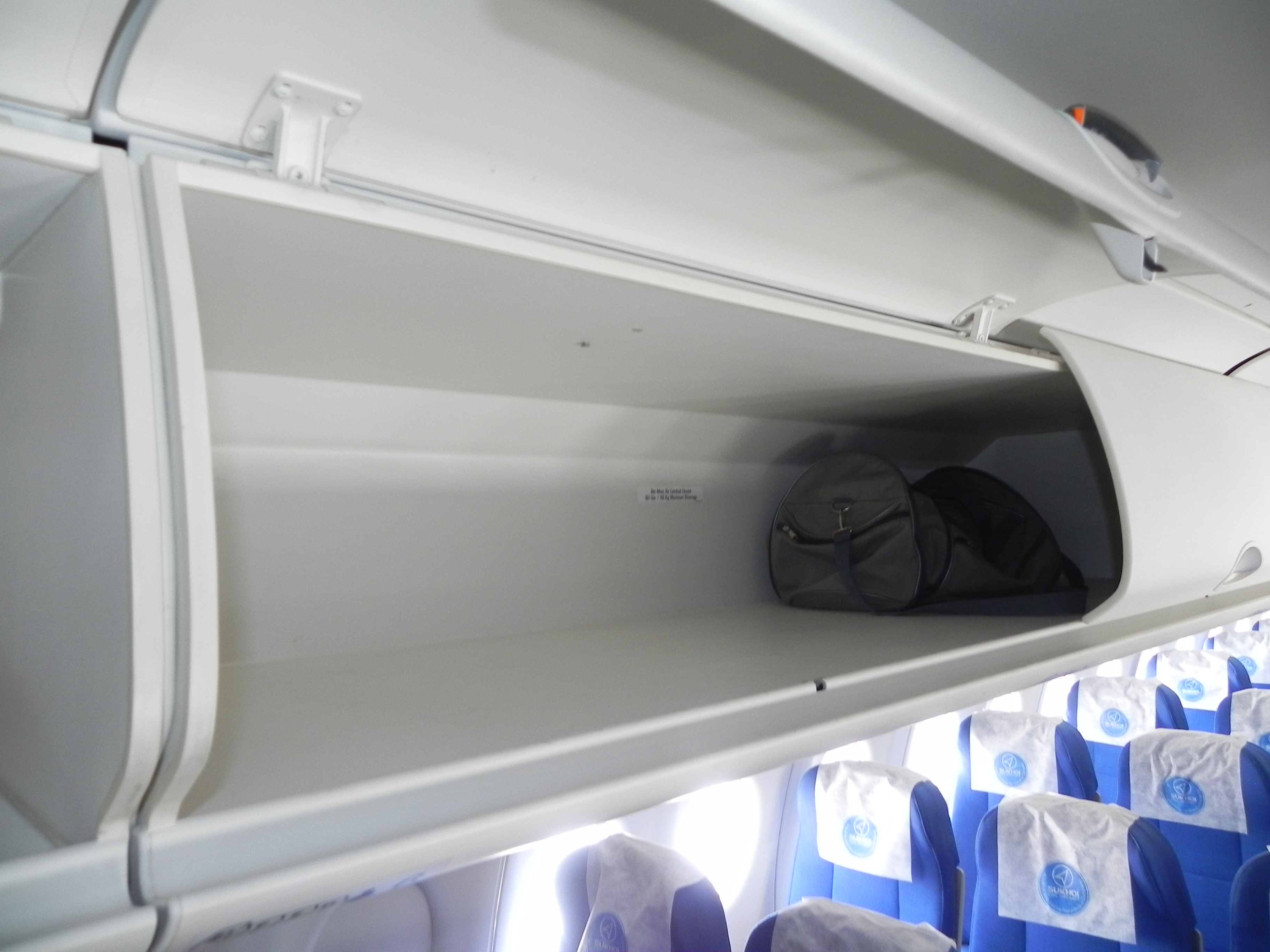
Partimentos superiores a bordo de un Sukhoi Superjet 100.

Los compartimentos superiores, también conocidos como armarios superiores o compartimentos pivotantes, se utilizan para guardar el equipaje de mano y otros objetos. Aunque el fabricante del avión suele especificar una versión estándar del producto a suministrar, las aerolíneas pueden optar por instalar compartimentos de distinto tamaño, forma o color. Con el tiempo, los compartimentos superiores evolucionaron a partir de lo que originalmente eran estantes superiores que se utilizaban para poco más que guardar abrigos y maletines. Al aumentar la preocupación por la caída de residuos en caso de turbulencias o accidentes, los compartimentos cerrados se convirtieron en la norma. Los compartimentos han aumentado de tamaño para acomodar el equipaje de mano más grande que los pasajeros pueden llevar en el avión. Los diseños más recientes incluyen una barandilla, útil para moverse por la cabina.

### Unidades de atención al pasajero
Encima de los asientos de los pasajeros hay Unidades de Servicio al Pasajero (USP). Normalmente contienen luces de lectura, rejillas de ventilación y una luz de llamada para la azafata. En la mayoría de los aviones de fuselaje estrecho (y algunos Airbus A300s y A310s), el botón de llamada de la azafata y los botones para controlar las luces de lectura se encuentran directamente en la PSU, mientras que en la mayoría de los aviones de fuselaje ancho, el botón de llamada de la azafata y los botones de control de las luces de lectura suelen formar parte del sistema de entretenimiento a bordo. Las unidades suelen tener pequeñas señales luminosas de "Abróchese el cinturón" y "Prohibido fumar" y también pueden contener un altavoz para el sistema de megafonía de la cabina. En algunos aviones nuevos, se utiliza una señal de "Apague los dispositivos electrónicos" en lugar de la de "Prohibido fumar", ya que de todos modos no está permitido fumar a bordo del avión.
La USP también contiene normalmente las máscaras de oxígeno desplegables que se activan si se produce una caída repentina de la presión en cabina. El suministro de oxígeno se realiza mediante un generador químico de oxígeno. Al utilizar una reacción química en lugar de una conexión a un tanque de oxígeno, estos dispositivos suministran oxígeno respirable durante el tiempo suficiente para que el avión descienda a un aire más denso y respirable. Los generadores de oxígeno generan un calor considerable en el proceso. Por este motivo, los generadores de oxígeno están protegidos térmicamente y sólo se permiten en aviones comerciales cuando están correctamente instalados; no está permitido cargarlos como carga en vuelos con pasajeros. El vuelo 592 de la empresa ValuJet se estrelló el 11 de mayo de 1996 como consecuencia de la carga incorrecta de los generadores químicos de oxígeno.

### Presurización de la cabina
Los aviones de pasajeros desarrollados desde la década de 1940 han tenido cabinas presurizadas (o, más exactamente, cascos presurizados, incluidas las bodegas de equipaje) para permitirles transportar pasajeros de forma segura a grandes altitudes, donde los bajos niveles de oxígeno y presión del aire podrían causar enfermedades o la muerte. El vuelo a gran altitud permite a los aviones volar por encima de la mayoría de los sistemas meteorológicos que causan turbulencias o condiciones de vuelo peligrosas, y también volar más rápido y más lejos, ya que hay menos resistencia debido a la menor densidad del aire. La presurización se aplica mediante aire comprimido, en la mayoría de los casos purgado de los motores, y se gestiona mediante un sistema de control ambiental que aspira aire limpio y expulsa el aire viciado a través de una válvula.
La presurización plantea problemas de diseño y construcción para mantener la integridad estructural y la estanqueidad de la cabina y el casco y evitar una descompresión rápida. Algunas de las consecuencias incluyen pequeñas ventanas redondas, puertas que se abren hacia dentro y son más grandes que el hueco de la puerta, y un sistema de oxígeno de emergencia.
Mantener una presión en la cabina equivalente a una altitud cercana al nivel del mar crearía, a una altitud de crucero en torno a 10 m (32,8 pies), una diferencia de presión entre el interior y el exterior del avión que requeriría una mayor resistencia y peso del casco. La mayoría de las personas no sufren efectos nocivos hasta una altitud de 1800-2500 m (5905,5-8202,1 pies), y mantener la presión de la cabina a esta altitud equivalente reduce significativamente la diferencia de presión y, por tanto, la resistencia y el peso del casco necesarios. Un efecto secundario es que los pasajeros experimentan cierta incomodidad al cambiar la presión de la cabina durante el ascenso y el descenso a la mayoría de los aeropuertos, que se encuentran a altitudes bajas.

### Climatización de la cabina
El aire que sale de los motores es caliente y requiere refrigeración mediante aire acondicionado. También es extremadamente seco a altitud de crucero, lo que provoca dolor de ojos, piel seca y mucosa en vuelos largos. Aunque la tecnología de humidificación podría elevar su humedad relativa a niveles medios confortables, esto no se hace ya que la humedad favorece la corrosión del interior del casco y corre el riesgo de condensación que podría producir un cortocircuito en los sistemas eléctricos, así que por razones de seguridad se mantiene deliberadamente a un valor bajo, alrededor del 10%. Otro problema del aire procedente de la ventilación (a la que está conectado el sistema de lubricación por aceite de los motores) es que los vapores de los componentes de los aceites sintéticos a veces pueden desplazarse, provocando la intoxicación de pasajeros, pilotos y tripulación. La enfermedad que provoca se denomina síndrome aerotóxico.